# Championnats du monde de cyclisme sur piste 1961
Navigation
Leipzig 1960 Milan 1962
Les championnats du monde de cyclisme sur piste 1961 se sont déroulés à Zurich, en Suisse, sur la piste du vélodrome de Zurich-Oerlikon. Au total, huit épreuves ont été disputées : six par les hommes (3 pour les professionnels et 3 pour les amateurs en vitesse, poursuite et demi-fond) et deux par les femmes.

## Résultats

### Hommes

#### Podiums professionnels
| Compétition            | Or                                      | Argent                 | Bronze                 |
| ---------------------- | --------------------------------------- | ---------------------- | ---------------------- |
| Vitesse individuelle   | Antonio Maspes Italie                   | Michel Rousseau France | Jos De Bakker Belgique |
| Poursuite individuelle | Rudi Altig Allemagne de l'Ouest         | Willy Trepp Suisse     | Leandro Faggin Italie  |
| Demi-fond              | Karl-Heinz Marsell Allemagne de l'Ouest | Paul Depaepe Belgique  | Max Meier Suisse       |

#### Podiums amateurs
| Compétition            | Or                               | Argent                               | Bronze                             |
| ---------------------- | -------------------------------- | ------------------------------------ | ---------------------------------- |
| Vitesse individuelle   | Sergio Bianchetto Italie         | Giuseppe Beghetto Italie             | Ron Baensch Australie              |
| Poursuite individuelle | Henk Nijdam Pays-Bas             | Jacob Oudkerk Pays-Bas               | Marcel Delattre France             |
| Demi-fond              | Leendert Van der Meulen Pays-Bas | Siegfried Wustrow Allemagne de l'Est | Georg Stoltze Allemagne de l'Ouest |

### Femmes
| Compétition            | Or                                | Argent                                        | Bronze                          |
| ---------------------- | --------------------------------- | --------------------------------------------- | ------------------------------- |
| Vitesse individuelle   | Galina Ermolaeva Union soviétique | Valentina Maximova-Pantilova Union soviétique | Jean Dunn Royaume-Uni           |
| Poursuite individuelle | Yvonne Reynders Belgique          | Beryl Burton Royaume-Uni                      | Marie-Thérèse Naessens Belgique |

## Tableau des médailles
| Rang | Nation               | Or | Argent | Bronze | Total |
| ---- | -------------------- | -- | ------ | ------ | ----- |
| 1    | Italie               | 2  | 1      | 1      | 4     |
| 2    | Pays-Bas             | 2  | 1      | 0      | 3     |
| 3    | Allemagne de l'Ouest | 2  | 1      | 0      | 3     |
| 4    | Belgique             | 1  | 1      | 2      | 4     |
| 5    | Union soviétique     | 1  | 1      | 0      | 2     |
| 6    | France               | 0  | 1      | 1      | 2     |
| 6    | Royaume-Uni          | 0  | 1      | 1      | 2     |
| 6    | Suisse               | 0  | 1      | 1      | 2     |
| 9    | Allemagne de l'Est   | 0  | 1      | 0      | 1     |
| 10   | Australie            | 0  | 0      | 1      | 1     |
|      | TOTAL                | 8  | 8      | 8      | 24    |